# Cambiamento di paradigma
Cambiamento di paradigma (o scienza rivoluzionaria) è l'espressione coniata da Thomas Kuhn nella sua importante opera La struttura delle rivoluzioni scientifiche (1962) per descrivere un cambiamento nelle assunzioni basilari all'interno di una teoria scientifica dominante. Il concetto di scienza rivoluzionaria è messo in contrasto con la sua idea di scienza normale.

## Definizione
L'espressione cambiamento di paradigma, intesa come un cambiamento nella modellizzazione fondamentale degli eventi, è stata da allora applicata a molti altri campi dell'esperienza umana, per quanto lo stesso Kuhn abbia ristretto il suo uso alle scienze esatte. Secondo Kuhn "un paradigma è ciò che i membri della comunità scientifica, e soltanto loro, condividono" (La tensione essenziale, 1977). A differenza degli scienziati normali, sostiene Kuhn, "lo studioso umanista ha sempre davanti una quantità di soluzioni incommensurabili e in competizione fra di loro, soluzioni che in ultima istanza deve esaminare da sé" (La struttura delle rivoluzioni scientifiche). Quando il cambio di paradigma è completo, uno scienziato non può, ad esempio, postulare che il miasma causi le malattie o che l'etere porti la luce. Invece un critico letterario deve scegliere fra un vasto assortimento di posizioni (es. critica marxista, decostruzionismo, critica in stile ottocentesco) più o meno di moda in un dato periodo, ma sempre riconosciute come legittime.
Dagli anni '60 l'espressione è stata ritenuta utile dai pensatori di numerosi contesti non scientifici nei paragoni con le forme strutturate di Zeitgeist.

## Cambiamenti di paradigma kuhniani

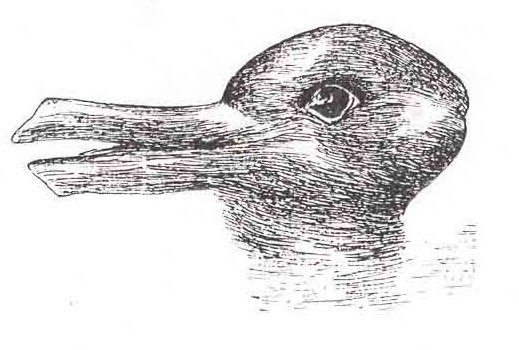
Kuhn usò l'illusione ottica dell'anatra/coniglio per dimostrare come un cambio di paradigma può far sì che una persona veda la stessa informazione in un modo completamente diverso.

Col libro La struttura delle rivoluzioni scientifiche, l'epistemologo e storico della scienza Thomas Kuhn definisce cambiamento di paradigma epistemologico una rivoluzione scientifica.
Secondo Kuhn, siamo in presenza di una rivoluzione scientifica quando gli scienziati incontrano anomalie che non possono essere spiegate dai paradigmi universalmente accettati, all'interno dei quali s'era sviluppato il progresso scientifico. Il paradigma, nella visione di Kuhn, non è semplicemente la teoria corrente, ma l'intera visione del mondo nel quale la teoria esiste e tutte le implicazioni che ne derivino. Un paradigma è basato sulle caratteristiche del panorama della conoscenza che gli scienziati possono identificare attorno a loro. Ogni paradigma ha le sue anomalie, sostiene Kuhn, che sono spazzate via come livelli d'errore accettabili, o semplicemente ignorate e neglette (l'argomento principale usato da Kuhn per refutare il modello di falsificabilità di Karl Popper come motore decisivo del cambiamento scientifico).
Invece, secondo Kuhn, le anomalie hanno una certa importanza per tutti i professionisti della scienza di ogni tempo. Ad esempio, alcuni fisici del primo '900 trovarono il calcolo dell'apside di Mercurio più problematico rispetto a quello che i risultati dell'esperimento di Michelson-Morley faceva presagire. In questo (e in molto altro) il modello kuhniano di cambiamento scientifico differisce da quello dei positivisti logici, in quanto pone maggiore enfasi sull'esperienza individuale degli scienziati rispetto alla concezione della scienza come avventura puramente logica o filosofica.
Secondo Kuhn, quando un numero sufficiente di anomalie si sono accumulate contro un paradigma corrente, la disciplina scientifica si trova in uno stato di crisi. Durante queste crisi nuove idee, a volte scartate in precedenza, sono messe alla prova. Infine si forma un nuovo paradigma, che conquista un suo seguito, e una battaglia intellettuale ha luogo tra i seguaci del nuovo paradigma e quelli del vecchio. Ancora a proposito della fisica del primo '900, la transizione tra la visione di James Clerk Maxwell dell'elettromagnetismo e le teorie relativistiche di Albert Einstein non fu istantanea e serena, ma comportò una lunga serie di attacchi da entrambi i lati. Gli attacchi erano basati su dati empirici e argomenti retorici o filosofici, e la teoria einsteiniana vinse solo nel lungo termine.
Il peso delle prove e l'importanza dei nuovi dati dovette infatti passare dal setaccio della mente umana: alcuni scienziati trovarono molto convincente la semplicità delle equazioni di Einstein, mentre altri le ritennero più complicate della nozione di etere di Maxwell. Alcuni ritennero convincenti le fotografie della piegature della luce attorno al sole realizzate da Arthur Eddington, altri ne contestarono accuratezza e significato. A volte il giudice decisivo è il tempo e il suo conteggio dei corpi, dice Kuhn citando Max Planck: "Una nuova verità scientifica non trionfa quando convince e illumina i suoi avversari, ma piuttosto quando essi muoiono e arriva una nuova generazione, familiare con essa."
Quando una disciplina completa il suo mutamento di paradigma, si definisce l'evento, nella terminologia di Kuhn, rivoluzione scientifica o cambiamento di paradigma. Nell'uso colloquiale, l'espressione cambiamento di paradigma intende la conclusione di un lungo processo che porta a un cambiamento (spesso radicale) nella visione del mondo, senza fare riferimento alle specificità dell'argomento storico di Kuhn.

## La scienza e i cambiamenti di paradigma
Il linguaggio e le teorie di paradigmi differenti non potrebbero essere tradotti o valutati razionalmente gli uni con gli altri; che sarebbero cioè incommensurabili. Questo ha dato il via a molti dibattiti a proposito di popoli e culture che avrebbero concezioni del mondo o schemi concettuali radicalmente differenti; così differenti che non potrebbero comprendersi reciprocamente anche se uno di essi è il migliore.
Ad ogni modo, il filosofo Donald Davidson nel 1974 pubblicò un saggio altamente considerato, "A proposito dell'idea di schema concettuale", in cui sostiene che la nozione che linguaggi e teorie sarebbero incommensurabili fra di loro sia in sé stessa incoerente. Se questo è corretto, l'asserzione di Kuhn dovrebbe essere considerata con maggiore beneficio d'inventario. Inoltre, la posizione dei kuhniani nelle scienze sociali è stata indebolita dalla larga applicazione di approcci multi-paradigmatici nel tentativo di comprendere la complessità del comportamento umano (vedi ad esempio John Hassard, Sociology and Organisation Theory. Positivism, Paradigm and Postmodernity. Cambridge University Press. 1993.)
I cambiamenti di paradigma tendono ad essere maggiormente drammatici in scienze che all'apparenza sono stabili e mature, come la fisica alla fine del diciannovesimo secolo. A quel tempo, la fisica sembrava un sistema largamente provato e completo nei più minimi dettagli. Nel 1900, Lord Kelvin fece questa famosa dichiarazione, "Non c'è niente di nuovo da scoprire nella fisica al giorno d'oggi. Tutto ciò che rimane da fare è una misurazione sempre più precisa." Cinque anni dopo, Albert Einstein pubblicava il suo articolo sulla relatività speciale che metteva in discussione le regole fondamentali della meccanica newtoniana, usate per descrivere la forza e il movimento da più di due secoli.
Nella Struttura delle rivoluzioni scientifiche, Kuhn scrive: "Lo schema della scienza natura consiste nella transizione da un paradigma all'altro tramite una rivoluzione."(p. 12) L'idea di Kuhn ai quei tempi era in sé rivoluzionaria, in quanto causò un cambiamento decisivo nel modo in cui gli accademici discutono di scienza. In ogni caso, Kuhn non giudicherebbe questo un cambiamento paradigmatico, poiché la storia della scienze è una scienza sociale ed è sempre possibile utilizzare idee precedenti.
Filosofi e storici della scienza, fra cui lo stesso Kuhn, in ultima istanza accettano una versione modificata del modello kuhniano, che sintetizza la sua visione originale con il modello graduale che lo precede. Il modello originale di Kuhn è ora considerato troppo limitato.

## Esempi di cambiamento di paradigma nelle scienze naturali
Alcuni "casi classici" di cambiamento di paradigma kuhniano sono:
- Il passaggio dal sistema tolemaico al sistema copernicano.
- L'accettazione della teoria della biogenesi, in contrasto con la teoria della generazione spontanea, durata dal XVII secolo al XIX secolo con Pasteur.
- Il passaggio dalla teoria dell'elettromagnetismo maxwelliano alla teoria della relatività einsteiniana.
- Lo sviluppo della meccanica quantistica, che ridefinì la meccanica classica.
- L'accettazione della teoria della tettonica a placche per spiegare i cambiamenti geologici su larga scala.
- Il passaggio dalla teoria del flogisto alla teoria di Lavoisier sulla conservazione della massa, conosciuta come rivoluzione chimica.
- Il passaggio dal creazionismo alla teoria dell'evoluzione
- Il passaggio dalla teoria della pangenesi all'ereditarietà genetica.

## Esempi di cambiamento di paradigma nelle scienze sociali
Nella visione di Kuhn, l'esistenza di un solo paradigma dominante è caratteristico delle scienze naturali, mentre le filosofia e molte delle scienze sociali hanno una tradizione di rivendicazioni, contro-rivendicazioni e dibattiti sui fondamentali. Altri hanno applicato il concetto di cambiamento di paradigma alle scienze sociali.
- Il movimento conosciuto come rivoluzione cognitiva, distante dall'approccio comportamentista alla psicologia, ritiene la cognizione come centrale nello studio del comportamento umano.
- La rivoluzione keynesiana è vista come un tipico cambiamento fondamentale in macroeconomia.[3] Secondo John Kenneth Galbraith, la legge di Say dominava il pensiero economico prima di John Maynard Keynes da più di un secolo, e il cambiamento verso il keynesismo fu arduo. Gli economisti che contraddicevano la legge, che inferisce sottoccupazione e sottoinvestimenti (abbinati a eccesso di risparmio) essere virtualmente impossibili, rischiavano di porre termine alla loro carriera.[4] Nella sua opera principale, Keynes cita uno dei suoi predecessori, John Atkinson Hobson,[5] a cui furono ripetutamente negate posizioni accademiche a causa delle sue teorie eretiche.
- In seguito, il movimento per il monetarismo contro il keynesismo ha segnato un secondo cambiamento decisivo. I monetaristi sostenevano che la politica fiscale non ha effetto nello stabilizzare l'inflazione, un fenomeno puramente monetario, in contrasto con la visione keynesiana del tempo, secondo la quale sia la politica fiscale che quella monetaria erano importanti. I keynesiani, dopo averle inizialmente rigettate, finirono per adottare molte delle teorie monetariste sulla teoria quantitativa della moneta e la curva di Phillips.[6]
- Fritjof Capra descrive come un cambio di paradigma quello che starebbe avvenendo nelle scienze dalla fisica alle scienze della vita. Questo cambiamento nella percezione accompagnerebbe un cambiamento nei valori e sarebbe caratteristico dalla ecoalfabetizzazione.[7]

## Nel linguaggio comune
Nell'ultima parte degli anni '90 'cambiamento di paradigma' è diventata un'espressione alla moda grazie al linguaggio del marketing ed è apparsa sempre più di frequente in stampa e pubblicazioni. Nel suo libro Mind The Gaffe, l'autore Larry Trask consiglia i lettori di evitarne l'uso e mettersi sull'attenti quando leggono qualcosa che contiene l'espressione. Si fa riferimento ad essa in molti libri e articoli come a un'espressione talmente abusata da perdere ogni significato.

## Altri utilizzi
L'espressione "cambiamento di paradigma" ha trovato utilizzo in altri contesti, a rappresentare la nozione di un cambiamento maggiore in un certo schema di pensiero e un cambiamento radicale nelle convinzioni di una persona, un sistema complesso o di un'organizzazione che rimpiazza il modo di pensare o organizzare precedente con una nuova maniera del tutto differente.
- M.L. Handa, un professore di sociologia dell'istruzione dell'O.I.S.E. (Università di Toronto, Canada) ha sviluppato il concetto di cambiamento di paradigma nel contesto delle scienze sociali. Definisce quello che egli ritiene sia un "paradigma" e introduce l'idea di "paradigma sociale". In aggiunta, identifica i componenti basilari di ogni paradigma sociale. Come Kuhn, descrive il processo di cambiamento di paradigma; quindi si concentra sulle circostanze sociali che lo favoriscono e indica come il cambiamento influisca sulle istituzioni sociali, fra cui l'istruzione.[11]
- Il concetto è stato sviluppato in economia (Giovanni Dosi) nell'identificazione dei nuovi paradigmi tecno-economici in quanto cambiamenti nei sistemi tecnologici che hanno un'influenza decisiva sul comportamento dell'intero sistema economico. Questo concetto è legato all'idea di Joseph Schumpeter di "bufere di distruzione creativa". Alcuni esempi sono il passaggio alla produzione di massa e l'introduzione della microelettronica. [senza fonte]
- Si ritiene che due fotografie della Terra prese dallo spazio, Earthrise (1968) e Blue Marble (1972), abbiano contribuito alla grande crescita del movimento ambientalista negli anni successivi alla loro pubblicazione.[12][13]